# Eurycea rathbuni
Eurycea rathbuni är en groddjursart som först beskrevs av Leonhard Hess Stejneger 1896.  Eurycea rathbuni ingår i släktet Eurycea och familjen lunglösa salamandrar. IUCN kategoriserar arten globalt som sårbar. Inga underarter finns listade i Catalogue of Life.